# Michel Lenoir
Pour les articles homonymes, voir Lenoir.
Michel Lenoir est un jockey, driver et entraîneur français de trotteurs né le 6 juin 1951 dans la Sarthe.
Fils d'agriculteur, Michel Lenoir se lie d'amitié à l'école avec Alain Roussel dont le père Gaston Roussel est l'un des entraîneurs les plus en vue du moment. Il prend goût pour les chevaux : sa voie est toute tracée.
Formé par cet entraîneur, il gagne sa première course à Avranches sur la selle de Pipo II le 15 mai 1966. Alain Roussel, après la mort de son père, lui confie au monté les chevaux de l'écurie familiale. 
Quatre fois lauréat de l'Étrier d'or (1979, 1980, 1983, 1995) récompensant le jockey ayant gagné le plus de courses dans l'année, il devient en septembre 1999 le premier jockey au monde à avoir franchi les mille victoires au monté. Comme entraîneur, il a été tête de liste par les gains en 1999, 2000 et 2001.
Les entraîneurs lui confient leurs meilleurs chevaux : Kaiser Trot, Reine du Corta, Capitole ou encore Uno Atout.
Michel Lenoir s'installe à Bernay-Vilbert en Seine-et-Marne, prenant la suite de Léopold Verroken lorsque celui-ci prend sa retraite, et se trouve à la tête d'un des plus grands effectifs de France. Il va terminer à trois reprises tête de liste des entraîneurs par les gains.
C'est également un driver de premier plan. En octobre 1999, il franchit le cap des 2 000 victoires (attelé et monté confondus) — depuis 1981, première année de disponibilité des statistiques de LeTrot. Fin octobre 2008, il franchit officiellement le seuil des 3 000 victoires (1 765 à l'attelé, 1 235 au monté). Il détient, toujours officiellement, jusqu'en mars 2022 le record de victoires en trot monté, mais son record ne tenait pas compte de ses victoires acquises antérieurement à 1981 : Michel Lenoir déclare en avoir dénombré 539 avant cette date, ce qui constituerait un record de 1 774 victoires. Ces statistiques éclipsent également d'excellents anciens jockeys tels que Jean Mary ou Michel-Marcel Gougeon, voire Marcel Perlbarg.

## Principales victoires
France
- Prix de Cornulier Reine du Corta (1990), Uno Atout (1995), Hutin Tébé (2002)
- Prix de Vincennes Charmeuse Bégonia (1993), Milord du Chêne (2003)
- Critérium des Jeunes Ojipey Vinoir (2005)
- Prix du Président de la République Kaiser Trot (1980), Idéal de l'Iton (2000)
- Prix de Normandie Maitre Atout (1983), Reine du Corta (1988)
- Prix d'Essai Unora du Pas (1989), Alligator (1991)
- Prix des Élites Reine du Corta (1988)
- Saint-Léger des Trotteurs Odin de la Vente (1983), Alligator (1991), Blue and Red (1992), Drea Josselyn (1994), Kitcho d'Écajeul (2001)
- Prix des Centaures Reine du Corta (1989), Idéal de l'Iton (2001), Nobilis Jiel (2005)
- Prix Albert Viel Ni Ho Ped d'Ombrée (2004)